# Palpares torridus
Palpares torridus är en insektsart som beskrevs av Navás 1912. Palpares torridus ingår i släktet Palpares och familjen myrlejonsländor. Inga underarter finns listade i Catalogue of Life.